# Nikolai Gnéditx
Nikolai Ivanovitx Gneditx (en rus: Никола́й Ива́нович Гне́дич) (Poltava, 1784 - Sant Petersburg, 1833) fou un poeta rus, principalment conegut per la seva traducció de la Ilíada en llengua russa.

## Biografia
Va néixer a Poltava el 1784. Els seus pares, descendents pobres d'una antiga família noble, van norir aviat. En la seva infància va contraure la verola, que no només li desfigurà el rostre sinó que també el va aprovar de l'ull dret.
El 1793 el varen ingressar al Seminari de Teologia de Poltava. Cinc anys més tard va passar al Kharkiv Collegium. Al març de l'any 1800, en acabar el Collegium, Gneditx es traslladà a Moscou. Aquí va entrar a la Universitat Estatal de Moscou, en la Facultat de Filosofia de la qual es va graduar a finals de 1802. Posteriorment es va traslladar a Sant Petersburg, on va decidir servir en el Ministeri d'Educació Nacional.
Els seus poemes, originals i traduccions, així com les seves acurades lectures, van obrir-li la casa del comte Alexander Stroganov i d'Alexei Olenin. Gràcies al seu mecenatge Gneditx fou elegit, el 1811, membre de l' Acadèmia russa i va ser nomenat bibliotecari de la Biblioteca Nacional de Rússia, on va esdevenir el cap del Departament de llibres grecs.
En 1825 va anar, sense èxit, a ser tractat al KMV (Aigües Minerals Caucàsiques), a Stàvropol. El 1831 els metges el varen convèncer per anar a Moscou a tractar-se amb aigua mineral artificial. El tractament no el va ajudar, i el febrer de 1833 Gneditx va morir.

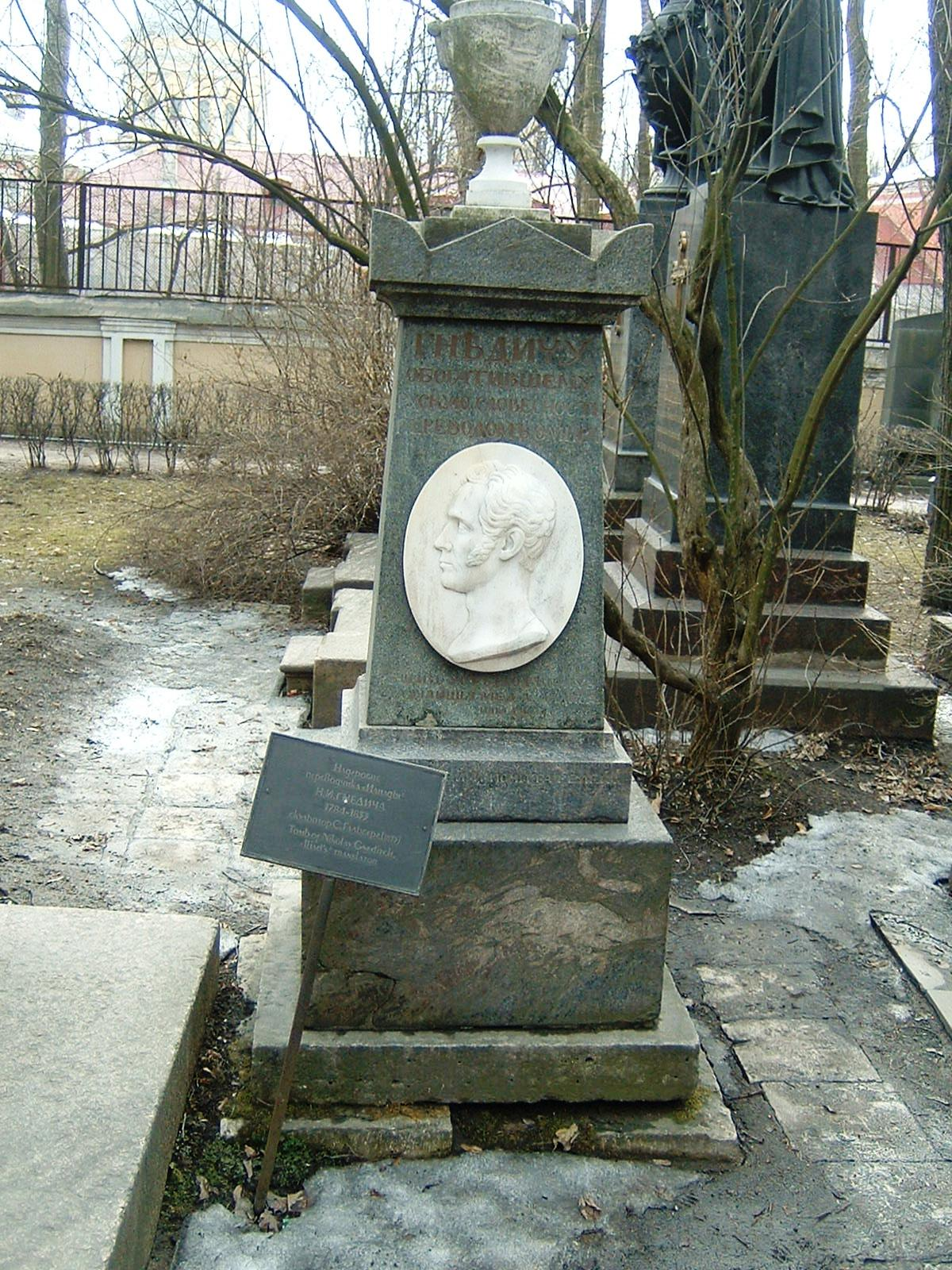
Tomba de Gneditx

Les seves cendres són enterrades en el cementiri nou del monestir d'Alexandre Nevsky, prop de d'Ivan Krilov. Sobre la seva tomba s'alça un monument amb la inscripció: «Гнедичу, обогатившему русскую словесность переводом Омира. Речи из уст его вещих сладчайшие меда лилися» ("Gneditx enriquí la literatura russa amb la traducció d'Homer. Dels seus llavis fluïa una veu més dolça que la mel".).

## Creativitat
De les obres originals (no traduccions) de Gneditx la més reconeguda és l'idil·li «Рыбаки» ("Els Pescadors"), on hi ha una clàssica descripció de les nits blanques de St. Petersburg, citada per Puixkin en una nota a "Eugene Onegin". La sinceritat i una profunda tristesa es desprèn de diverses de les seves peces líriques.
La prosa de Gneditx mostra una profunda formació i educació i bon gust.
Va traduir al rus moltes obres del francès (El Tancrede, de Voltaire), l'alemany (Schiller), l'anglès (Milton, Byron), grec clàssic (Les siracusanes, de Teòcrit) i grec modern demòtic (una col·lecció de dotze cançons populars). La seva molt popular versió del King Lear, de Shakespeare (1808) està basada en una adaptació francesa neoclàssica.

## La Ilíada

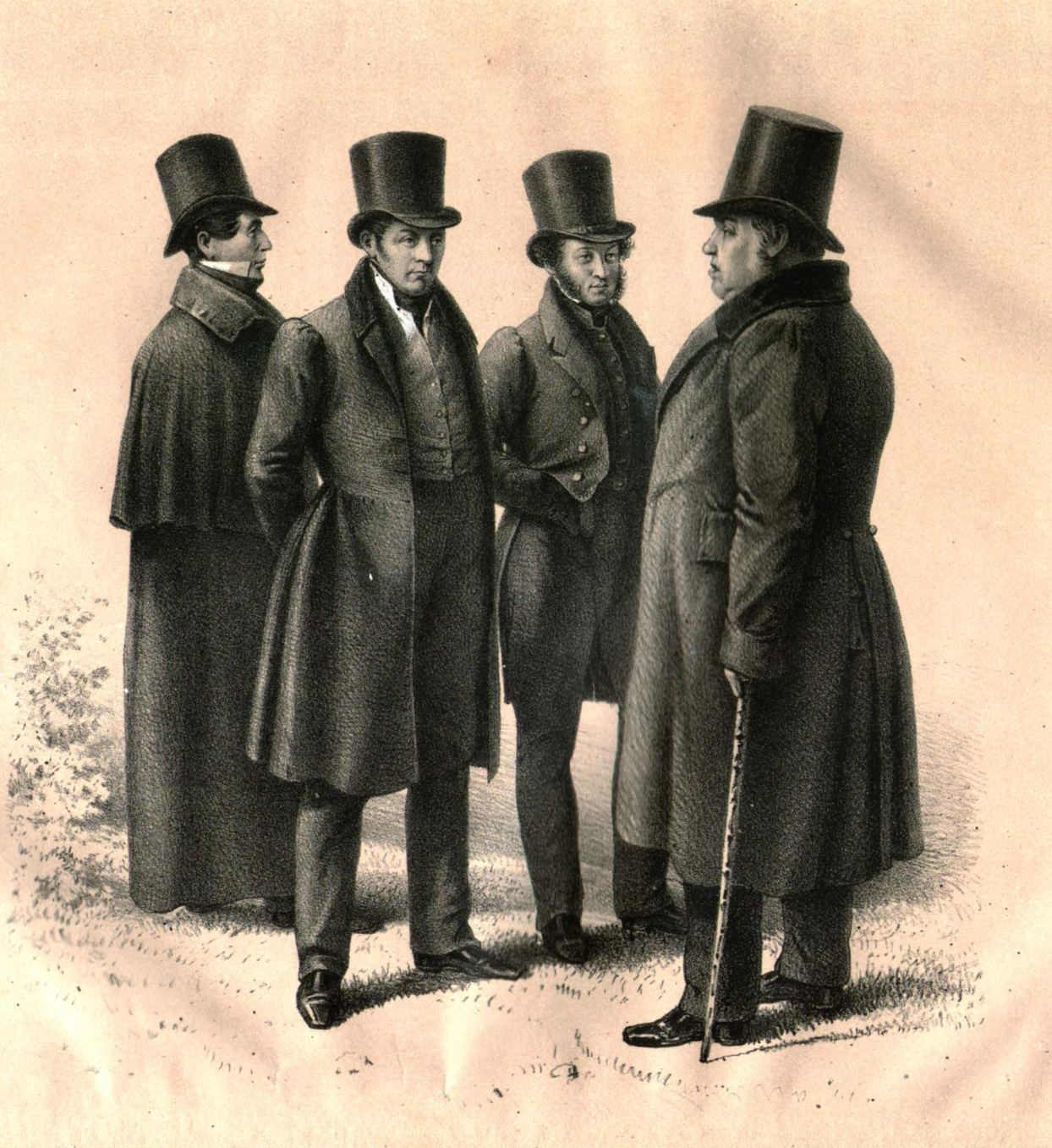
N. I. Gneditx amb Vassili Jukovski, Aleksandr Puixkin, Ivan Krilov. Il·lustració de Txernetsov, de 1835.

La seva traducció de la "Ilíada" va portar a Gneditx la glòria. Abans de la seva Ilíada aquesta havia estat traduïda al rus dues vegades en prosa, i el 1787 es van publicar els sis primers cants de la Ilíada en la poètica transposició d'Ermila Kostrova feta per versos alexandrins.
Gneditx va decidir continuar amb el treball de Kostrova i el 1809 va treure a la llum el setè cant de la Ilíada traduït en la mateixa mètrica. En 1813, quan Gnedich estava acabant l'onzè cant va decidir, sota la influència de S. Uvarov i de l'obra "Memorial per a un Cavaller Dàctilo-Trocaic" de Radísxev (publicada el 1811) començar de cap i de nou la seva traducció, ara en hexàmetres, publicant-ne els primers fragments el 1813 i el text complet el 1829.